# Guillaume Evrard
Guillaume Evrard (Lieja, 1709-Tilleur, 1793) era un escultor en el Principado de Lieja, actualmente en Bélgica. 
Después de sus estudios en Roma de 1778 a 1744, fue «el escultor de los príncipes-obispos de Lieja» según Charles Seresia quien le dedicó una monografía. Francisco-Carlos de Velbrück lo nombró como el primer escultor de edificios y decano de la Academia de pintura, escultura y de grabado que creó en 1775. La mayoría de sus obras son monumentales.

## Obra
- El mausoleo de Carlos Nicolás de Oultremont en la capilla del Castillo de Oultremont de Warner-Dreye
- San Juan Nepomuceno y Gregorio Magno en la iglesia San Denis en Lieja
- Pared de madera decorada en la iglesia San Lamberto de Soumagne
- Prometeo encadenado, bronce en el museo Curtius en Lieja
- San Sestastià en la iglesia de Awenne, un núcleo de Saint-Hubert
- En el Cabinet des Estampes (Lieja) se encuentran muchos dibujos y bocetos.[2]

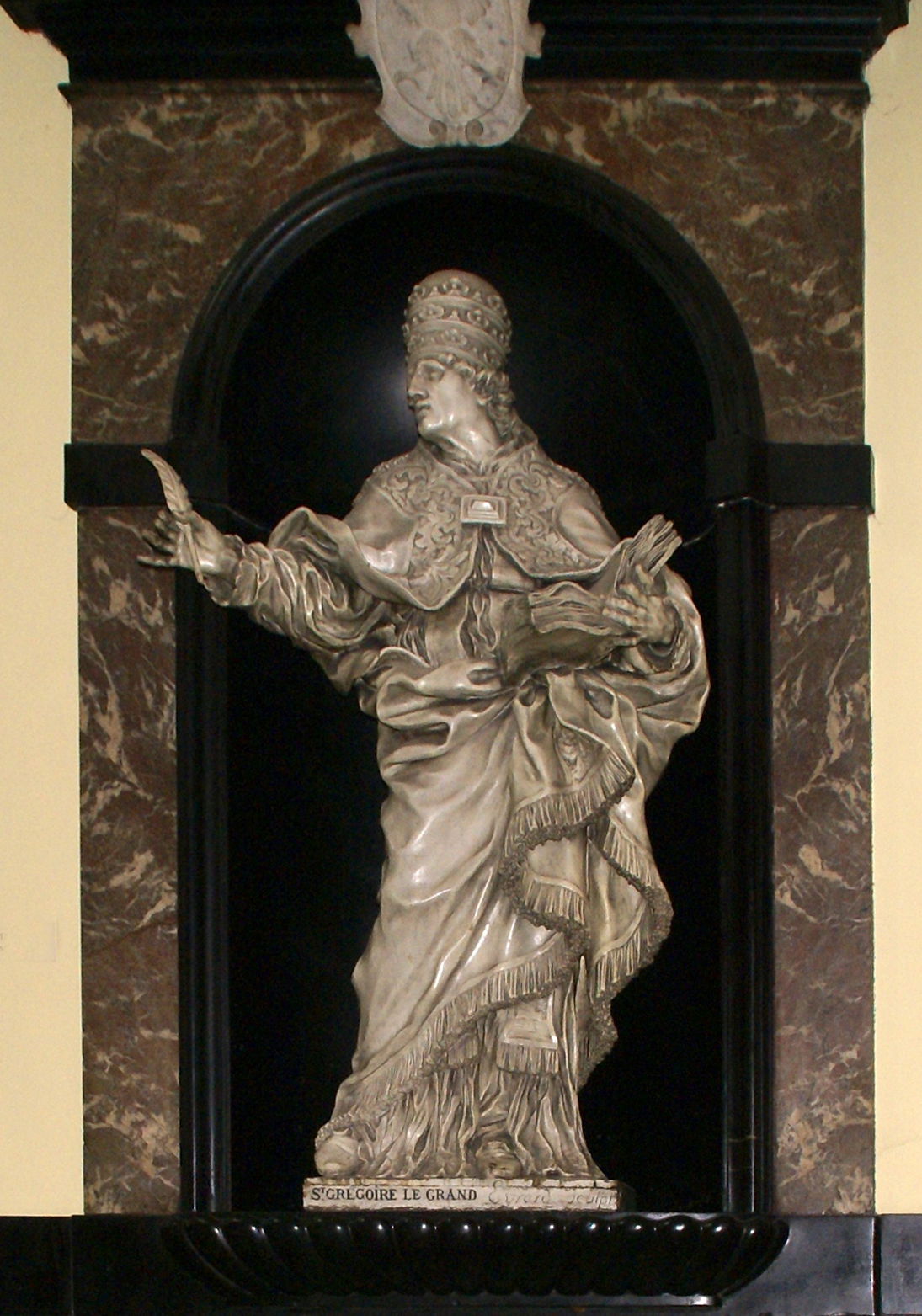
Escultura de Gregorio Magno  en la colegiata de Sant-Denis en Lieja.
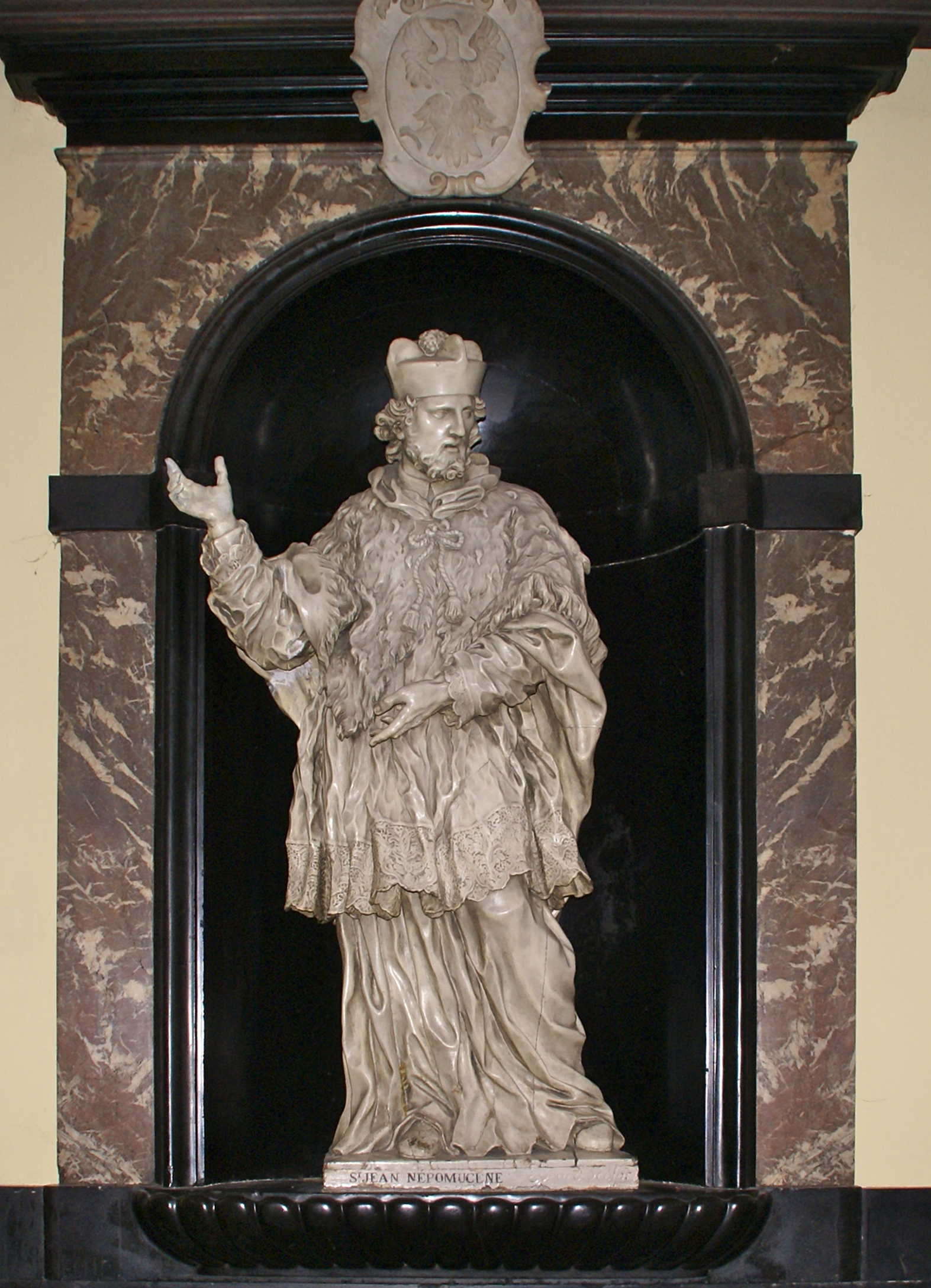
Escultura de Juan Nepomuceno en la colegiata de Sant-Denis en Lieja.